# Kathareusa
Kathareusa, novořecky katharevusa, byla forma spisovné řečtiny založená na starořečtině. Pokoušeli se ji prosadit někteří řečtí obrozenci na konci 18. století. Tvůrcem byl Adamantios Korais. Původně šlo o kompromis mezi zastánci úplného návratu ke starořečtině a těmi, kdo žádali vystavět moderní spisovný jazyk na řeči současníků. Oponenti kathareusy ji však přesto označovali za puristickou, archaizující a příliš vzdálenou lidové verzi řečtiny (démotiké). Tento jazykový spor (novořecky glossiko zítima) byl značně vyhrocený a vedl k diglosii, souběžnému užívání dvou spisovných jazyků. Kathareusa, zpočátku dosti užívaná zvláště v literárních kruzích, byla však v logické nevýhodě, neboť byla vzdálená většině běžných uživatelů a čtenářů. Roku 1976, z popudu ministra školství Georgiose Rallise, byla spisovná řečtina nově kodifikována. Je nazývána novořečtina (nebo novořecká koiné) a je založena především na démotiké, s jistými příměsemi kathareusy. Klasická kathareusa tak ve 21. století prakticky vymizela. Řada církví Řecké pravoslavné církve nicméně dodnes užívá kathareusu v oficiální komunikaci.